# Boris Grigolachvili
Boris Arkadievitch Grigolachvili (géorgien ბორის არკადის ძე გრიგოლაშვილი, né le 26 octobre 1933 à Tbilissi - décédé le 29 octobre 1993 à Koutaïssi, enterré à Tbilissi ), est un chef militaire géorgien, au grade de Général de division (Major général) en 1993.
Diplômé de l'école militaire de Tbilissi en 1956. Il a servi dans les Forces armées de l'Union des républiques socialistes soviétiques entre 1953 et 1989 ayant atteint le grade de colonel en 1980, a reçu 3 ordres et 14 médailles de l'URSS .

Dans les Forces armées de Géorgie depuis février 1992: chef de la Direction des opérations (G3) - premier chef d'état-major adjoint de la Direction générale de la Garde nationale de Géorgie, depuis juillet 1993 - chef d'état-major - premier commandant adjoint du 1er corps d'armée du Ministère de la Défense de Géorgie .

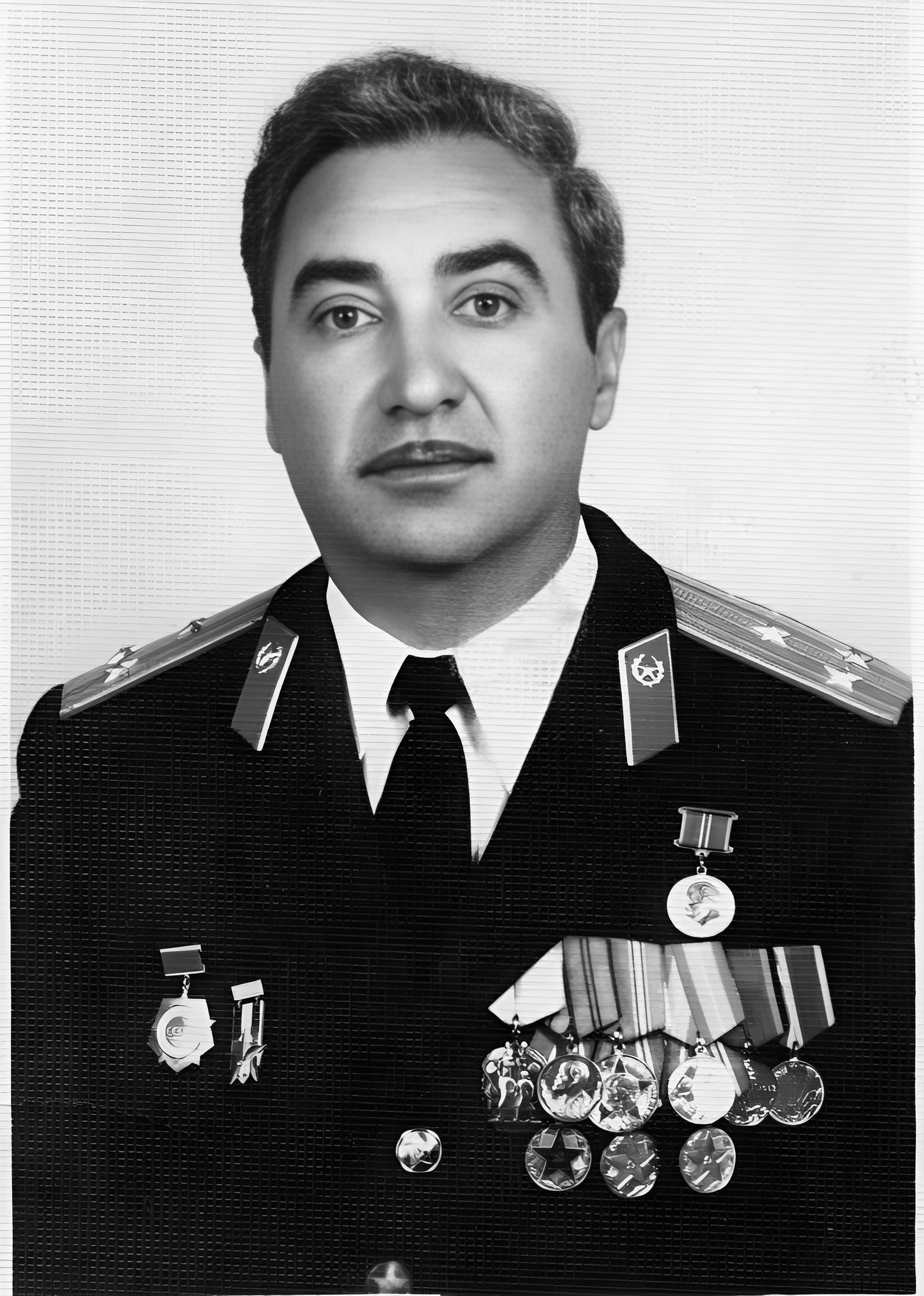
Boris Grigolachvili - pendant son service dans les Forces armées de l'URSS en 1983

B. Grigolachvili a participé aux hostilités en Abkhazie et en Samatchablo (région de Tskhinvali) en 1992-1993. De nombreuses opérations de combat ont été planifiées et menées avec succès sous sa direction. Il a été mortellement blessé et est mort héroïquement dans les batailles de la guerre d'Abkhazie. Pour sa contribution exceptionnelle au bien de la patrie et de la nation, sa force d'âme et son sacrifice de soi, son courage et son héroïsme démontrés dans la lutte pour défendre la patrie et son intégrité territoriale, pour son leadership habile, la mise en œuvre de mesures de défense, le développement et la conduite d'opérations militaires, le général de division Boris Grigolashvili a reçu à titre posthume l'Ordre de Vakhtang Gorgasali, 1er degré, par décret du chef de l'État de Géorgie n° 229 du 5 novembre 1993.